# Học viện Quân y (Việt Nam)
Học viện Quân y (tiếng Anh: Vietnam Military Medical University – VMMU), tên dân sự là Trường Đại học Y Dược Lê Hữu Trác. Nhà trường thuộc nhóm các trường Học viện, Đại học trọng điểm quốc gia Việt Nam. Nhà trường là Học viện trực thuộc Bộ Quốc phòng nghiên cứu và đào tạo bác sĩ, dược sĩ, điều dưỡng cho Quân đội nhân dân Việt Nam, hỗ trợ đào tạo bác sĩ Công an nhân dân Việt Nam và bác sĩ, dược sĩ cho Quân đội, Công an của hai nước bạn Lào và Campuchia theo diện liên kết. Trong giai đoạn 2002 – 2018, trường cũng tuyển sinh và đào tạo các bác sĩ y khoa, dược sĩ hệ dân sự phục vụ cho sự nghiệp công nghiệp hoá, hiện đại hoá đất nước. Tháng 8 năm 2024, Học viện đã tổ chức lễ tốt nghiệp cho khoá Bác sĩ y khoa hệ dân sự cuối cùng. Hiện nay, trường chỉ tuyển sinh đại học các ngành quân đội, bao gồm: Bác sĩ Y khoa; Bác sĩ Y học dự phòng, Dược sĩ.
- Trụ sở chính (cơ sở 1): Số 160, đường Phùng Hưng, phường Phúc La, quận Hà Đông, thành phố Hà Nội.
- Phân viện phía Nam (cơ sở 2):  Số 84, đường Thành Thái, phường 12, quận 10, Thành phố Hồ Chí Minh.
- Trang web chính thức: https://hocvienquany.vn

## Tên gọi qua các thời kỳ
- Trường Quân y sĩ Việt Nam: 1949 – 1957
- Trường Sĩ quan Quân y: 1957 – 1962
- Viện nghiên cứu Y học Quân sự: 1962 - 1966
- Trường Đại học Quân y: 1966 – 1981
- Học viện Quân y (tiếng Anh: Vietnam Military Medical Academy): 1981 đến nay

## Lịch sử
Học viện Quân y (tiền thân là Trường Quân y sĩ Việt Nam) được thành lập theo Sắc lệnh số 234/SL ngày 20/8/1948 của Chính phủ Việt Nam Dân chủ cộng hòa (nay là Chính phủ nước Cộng hòa xã hội chủ nghĩa Việt Nam) và Nghị định số 187/NĐ ngày 4/10/1948 của liên Bộ Quốc phòng - Y tế - Giáo dục. Ngày 10 tháng 3 năm 1949, Nhà trường tổ chức lễ khai giảng khóa đào tạo quân y sĩ đầu tiên tại Đồi Trám, thôn Tuần Lũng, xã Hoàng Hoa, huyện Tam Dương, tỉnh Vĩnh Phúc. Từ đó, ngày 10 tháng 3 hàng năm được lấy làm ngày truyền thống của Học viện.
Học viện đã trải qua 5 lần đổi tên gọi: Trường Quân y sĩ Việt Nam (1949 - 1957); Trường Sĩ quan Quân y (1957 - 1962); Viện Nghiên cứu y học quân sự (1962 - 1966); Trường Đại học Sĩ quan Quân y (1966 - 1981) và Học viện Quân y (từ năm 1981 đến nay). Trải qua bao năm xây dựng và phát triển, dưới sự lãnh đạo, chỉ đạo của Đảng, Nhà Nước, trực tiếp là Quân ủy Trung ương và Bộ Quốc phòng, được sự đùm bọc, giúp đỡ của đảng bộ, chính quyền và nhân dân các địa phương nơi đóng quân, đặc biệt là sự nỗ lực phấn đấu của các thế hệ cán bộ, giảng viên, nhân viên, học viên, sinh viên, chiến sĩ, Học viện đã không ngừng lớn mạnh, cống hiến và trưởng thành, phát triển, hoàn thành thắng lợi mọi nhiệm vụ được giao, xứng đáng là trung tâm đào tạo cán bộ quân y và dân y, nghiên cứu y học quân sự, điều trị chất lượng cao của quân đội và đất nước. 
- Tháng 7 năm 2014, Thủ tướng Chính phủ đồng ý bổ sung Học viện Quân y vào danh sách các Trường Đại học xây dựng thành trường đại học trọng điểm của mạng lưới các cơ sở giáo dục đại học thuộc hệ thống giáo dục quốc dân.[4] Từ đó, Học viện là một trong 17 nhà trường được Chính phủ quyết định xây dựng, phát triển thành trường trọng điểm quốc gia, trung tâm đào tạo, nghiên cứu khoa học và điều trị có uy tín lớn trong nước, khu vực và quốc tế.

Học viện trực thuộc Bộ Quốc phòng, có 2 bệnh viện thực hành lâm sàng (Bệnh viện Quân y 103, Bệnh viện Bỏng quốc gia Lê Hữu Trác); 3 viện (Viện Mô phôi lâm sàng Quân đội, Viện Đào tạo Dược, Viện Nghiên cứu y dược học quân sự); 1 trường cao đẳng (Trường Cao đẳng Quân y); 1 phân hiệu phía Nam; 11 phòng, ban trực thuộc; 5 trung tâm (Độc học và phóng xạ, Nghiên cứu ứng dụng sản xuất thuốc, Ngoại ngữ, Huấn luyện và đào tạo y học quân sự; Tế bào gốc và y học tái tạo); 57 bộ môn, khoa (trong đó có 37 bộ môn lâm sàng) và 5 hệ quản lý học viên. Đảng bộ Học viện trực thuộc Quân ủy Trung ương, gồm 1 đảng bộ cấp trên trực tiếp cơ sở, 11 đảng bộ cơ sở (trong đó có 1 đảng bộ 3 cấp, 10 đảng bộ 2 cấp), 119 chi bộ (có 81 chi bộ cơ sở).
Hiện nay, 100% giảng viên của Học viện có trình độ sau đại học, trong đó có 18 giáo sư, 128 phó giáo sư, 91 tiến sĩ, 191 thạc sĩ, 28 bác sĩ chuyên khoa cấp 1 và chuyên khoa cấp 2, 5 nhà giáo nhân dân, 29 nhà giáo ưu tú, 3 thầy thuốc nhân dân, 64 thầy thuốc ưu tú, 10 chuyên viên đầu ngành và nhiều chuyên viên kĩ thuật của ngành quân y. Trong 70 năm qua, Học viện đã có 47 giáo sư, 210 phó giáo sư, 15 nhà giáo nhân dân, 35 nhà giáo ưu tú, 20 thầy thuốc nhân dân, 179 thầy thuốc ưu tú.

## Danh hiệu
- Huân chương Sao vàng.[5]
- 02 Huân chương Hồ Chí Minh (1989, 2019).[5]
- 03 lần Anh hùng Lực lượng vũ trang Nhân dân.[6]
- Huân chương Độc lập.[5]
- Huân chương Quân công.[5]
- 20 Huân chương Chiến công.[5]
- Huân chương Lao động.[5]
- Huân chương Bảo vệ Tổ quốc.[5]
- Hai công trình khoa học được tặng Giải thưởng Hồ Chí Minh (giải thưởng khoa học và công nghệ cao quý nhất của Việt Nam):[5]
  - Năm 1996, Công trình Giải phẫu mô tả và Nhân trắc học người Việt Nam (1950 – 1971) của Giáo sư Đỗ Xuân Hợp được truy tặng Giải thưởng Hồ Chí Minh đợt I.
  - Năm 2005, Cụm công trình ghép tạng (của các tác giả: GS.TS Phạm Gia Khánh, GS.TSKH Lê Thế Trung, GS.TSKH Phạm Mạnh Hùng, GS.TS Đỗ Kim Sơn, PGS Tôn Thất Bách, PGS.TS Trương Văn Việt, TS Trần Ngọc Sinh, PGS.TS Phạm Như Thế, PGS.TS Nguyễn Thanh Liêm và các cộng sự) được Nhà nước trao Giải thưởng Hồ Chí Minh đợt III
- 2 đề tài khoa học được tặng Giải thưởng sáng tạo kỹ thuật toàn quốc VIFOTEC, 3 đề tài khoa học được tặng giải thưởng của Tổ chức Sở hữu Trí tuệ Thế giới (WIPO).[5]
- 7 đơn vị trực thuộc Học viện và 16 cán bộ từng công tác, học tập tại Học viện được phong danh hiệu Anh hùng; hàng trăm lượt đơn vị được tặng Huân chương Quân công, Huân chương Chiến công, Huân chương Lao động, Huân chương Bảo vệ Tổ Quốc,...[5]
- Từ 1996 - 2007 (13 năm liên tục) Học viện được Bộ giáo dục - Đào tạo tặng bằng khen về thành tích xuất sắc trong phong trào sinh viên nghiên cứu khoa học.[5]

## Các cán bộ tiêu biểu

GS Đỗ Xuân Hợp, nguyên Hiệu trưởng nhà trường giai đoạn 1951 – 1979, người được mệnh danh là ông tổ ngành Giải phẫu người của Việt Nam

- Thiếu tướng, Giáo sư, AHLLVTND, Đỗ Xuân Hợp: nguyên Hiệu trưởng 1951 – 1979, ông được truy tặng Giải thưởng Hồ Chí Minh đợt 1 năm 1996. Ông được coi là người đặt nền móng cho ngành Giải phẫu người và hình thái học của Việt Nam. Năm 1949, ông là người Việt Nam đầu tiên nhận giải thưởng Testut của Viện Hàn lâm Y học Quốc gia Pháp.[7] Năm 1967, ông là người sáng lập Hội Hình thái học Việt Nam, đồng thời ông cũng giữ cương vị Chủ tịch đầu tiên của Hội này cho đến khi ông qua đời năm 1985.[7][8]
- Thiếu tướng, Giáo sư Nguyễn Thúc Mậu: nguyên Hiệu trưởng (1979-1981), nguyên Giám đốc Học viện Quân y (1981 – 1986).
- Giáo sư, Tiến sĩ Nguyễn Tăng Ấm: nguyên Phó Hiệu trưởng, Thứ trưởng Bộ Y tế, Thầy thuốc nhân dân;
- Thiếu tướng, Giáo sư, Tiến sĩ khoa học, Thầy thuốc nhân dân, Anh hùng lực lượng vũ trang nhân dân Lê Thế Trung: nguyên Giám đốc Học viện Quân y (1986 - 1995), Giải thưởng Hồ Chí Minh đợt III.
- Trung tướng, Giáo sư, Tiến sĩ, Nhà giáo nhân dân Phạm Gia Khánh: nguyên Giám đốc Học viện Quân y (1995 – 2007), Giải thưởng Hồ Chí Minh đợt III.
- Trung tướng, Giáo sư, Tiến sĩ, Thầy thuốc nhân dân, Nguyễn Tiến Bình: nguyên Giám đốc Học viện Quân y (từ 2007 – 2014).

## Khoá học tiêu biểu
Khoá 9 - Học viện Quân y (1974 - 1981): Khoá học có 7 vị tướng 
| STT | Họ và tên       | Cấp bậc, học hàm học vị | Chức vụ                                                    |
| --- | --------------- | ----------------------- | ---------------------------------------------------------- |
| 1   | Vũ Quốc Bình    | Thiếu tướng TS          | Cục trưởng Cục Quân y - Bộ Quốc phòng                      |
| 2   | Đặng Quốc Khánh | Thiếu tướng TS          | Chính uỷ Cục Quân y - Bộ Quốc phòng                        |
| 3   | Lê Trung Hải    | Thiếu tướng GS.TS       | Phó Cục trưởng Cục Quân y - Bộ Quốc phòng                  |
| 4   | Lê Thu Hà       | Trung tướng PGS.TS      | Chính uỷ Bệnh viện Trung ương Quân đội 108 - Bộ Quốc phòng |
| 5   | Đồng Khắc Hưng  | Thiếu tướng GS.TS       | Phó Giám đốc Học viện Quân y - Bộ Quốc phòng               |
| 6   | Nguyễn Văn Bính | Thiếu tướng BSCKII      | Chính uỷ Bệnh viện Quân y 175 - Bộ Quốc phòng              |
| 7   | Đỗ Thế Lộc      | Thiếu tướng TS          | Giám đốc Bệnh viện Y học cổ truyền - Bộ Công an            |

## Bê bối vụ Việt Á

### Kết quả kiểm tra dấu hiệu vi phạm
Tại kỳ họp thứ 12 của Ủy ban Kiểm tra (UBKT) Trung ương Đảng Cộng sản Việt Nam diễn ra từ ngày 2-4 tháng 3 năm 2022, cơ quan này đã xem xét kết quả kiểm tra khi có dấu hiệu vi phạm đối với Ban Thường vụ Đảng ủy Học viện Quân y các nhiệm kỳ 2015 - 2020, 2020 - 2025 và kết luận:
- Ban Thường vụ Đảng ủy Học viện Quân y đã vi phạm nguyên tắc tập trung dân chủ và quy chế làm việc của cấp ủy; thiếu trách nhiệm, buông lỏng lãnh đạo, chỉ đạo, thiếu kiểm tra, giám sát, để một số cán bộ, lãnh đạo Học viện vi phạm nghiêm trọng các quy định của Đảng, pháp luật của Nhà nước, quy định của Quân ủy Trung ương, Bộ Quốc phòng trong quá trình đề xuất, tổ chức thực hiện nhiệm vụ khoa học, công nghệ cấp quốc gia nghiên cứu chế tạo bộ sinh phẩm xét nghiệm Covid-19 phục vụ công tác phòng chống dịch và việc mua sắm vật tư, kít xét nghiệm từ Công ty Cổ phần Công nghệ Việt Á.
- Các ông: Trung tướng Nguyễn Viết Lượng, Chính ủy Học viện; Trung tướng Đỗ Quyết, Giám đốc Học viện; Thiếu tướng Hoàng Văn Lương, Phó Giám đốc Học viện kiêm Giám đốc Viện Nghiên cứu Y Dược học quân sự; Thượng tá Hồ Anh Sơn, Phó Giám đốc Viện Nghiên cứu Y Dược học quân sự, Chủ nhiệm đề tài; Đại tá Nguyễn Văn Hiệu, Trưởng phòng Trang bị, vật tư & lãnh đạo, cán bộ một số đơn vị thuộc Học viện cùng chịu trách nhiệm về những vi phạm, khuyết điểm của Ban Thường vụ Đảng ủy Học viện Quân y; chịu trách nhiệm cá nhân về những vi phạm, khuyết điểm trong thực hiện chức trách, nhiệm vụ được giao.
- Những vi phạm nêu trên đã gây hậu quả rất nghiêm trọng, làm thất thoát, lãng phí lớn ngân sách nhà nước, ảnh hưởng đến công tác phòng, chống dịch bệnh Covid-19, gây bức xúc trong xã hội, ảnh hưởng đến uy tín của tổ chức đảng và Học viện Quân y, đến mức phải xem xét, xử lý kỷ luật.
- Những vi phạm nêu trên có trách nhiệm của Ban cán sự đảng, một số đồng chí lãnh đạo và tổ chức, cá nhân ở Bộ Khoa học và Công nghệ, Bộ Y tế, đang được Uỷ ban Kiểm tra Trung ương tiếp tục kiểm tra, làm rõ.

Nguồn: ubkttw.vn

### Loạt quân nhân bị xử lý hình sự
Ngày 7 tháng 3 năm 2022, cơ quan điều tra đã bắt giữ đại tá Nguyễn Văn Hiệu, Trưởng phòng Trang bị, Vật tư để điều tra về những sai phạm trong việc nghiên cứu chế tạo bộ sinh phẩm xét nghiệm COVID-19 phục vụ công tác phòng chống dịch và việc mua sắm vật tư, kit test xét nghiệm từ Công ty Cổ phần Công nghệ Việt Á.
Trước đó, cơ quan điều tra cũng đã bắt giữ Chủ nhiệm đề tài nghiên cứu chế tạo bộ sinh phẩm xét nghiệm COVID-19 là thượng tá Hồ Anh Sơn, Phó Giám đốc Viện Nghiên cứu Y Dược học quân sự..

## Lãnh đạo qua các thời kỳ

### Giám đốc
Ghi chú
- Tháng 3/1949 – Tháng 8/1949, GS Đinh Văn Thắng
- Tháng 9/1949 – Tháng 1/1951, GS Nguyễn Trinh Cơ
- Tháng 1/1951 – Tháng 3/1979, GS Đỗ Xuân Hợp, Thiếu tướng (1955)
- Tháng 3/1979 – Tháng 7/1986, GS Nguyễn Thúc Mậu Thiếu tướng (1983)
- Tháng 7/1986 – Tháng 6/1995, GS.TSKH Lê Thế Trung, Thiếu tướng (1988), Giám đốc sáng lập Viện Bỏng Quốc gia
- Tháng 6/1995 – Tháng 12/2007, GS.TS Phạm Gia Khánh, Trung tướng (2006).[10]
- Tháng 12/2007 – Tháng 10/2014, GS.TS Nguyễn Tiến Bình, Trung tướng (2010)
- Tháng 10/2014 – Tháng 5/2022, GS.TS Đỗ Quyết, Trung tướng (2019)
- Tháng 5/2022 – Tháng 10/2024, PGS.TS Nguyễn Xuân Kiên, Trung tướng (2023), nguyên Cục trưởng Cục Quân y.[11]
- Tháng 10/2024 – nay, GS.TS Trần Viết Tiến, Thiếu tướng, nguyên Giám đốc Bệnh viện Quân y 103.[12]

### Chính ủy
- Tháng 3/1962 – Tháng 4/1970, Trần Hùng Huy
- Tháng 4/1970 – Tháng 12/1979, Nguyễn Trọng Hợp, Trung tướng
- Tháng 12/1979 – Tháng 9/1980, Phạm Hữu Trí, Đại tá
- Tháng 9/1980 – Tháng 12/1989, Nguyễn Ngọc Diệp, Thiếu tướng; kiêm nhiệm Phó Giám đốc về Chính trị
- Tháng 12/1989 – Tháng 12/1995, GS.TS Nguyễn Tụ, Thiếu tướng; kiêm nhiệm Phó Giám đốc
- Tháng 2/1995 – Tháng 1/2005, Hà Văn Tùy, Thiếu tướng.
- Tháng 6/2004 – Tháng 12/2007, Nguyễn Quang Phúc, Thiếu tướng.[10]
- Tháng 12/2007 – Tháng 7/2013, Vũ Đăng Khiên, Thiếu tướng (2008), Trung tướng (2012)
- Tháng 6/2013 – Tháng 4/2019, PGS.TS Nguyễn Trọng Chính, Trung tướng (2018), nguyên Chính ủy Bệnh viện Trung ương Quân đội 108
- Tháng 4/2019 – Tháng 5/2022, PGS.TS Nguyễn Viết Lượng, Trung tướng (2021)
- Tháng 5/2022 – nay, PGS.TS Nghiêm Đức Thuận, Thiếu tướng (2021)

### Phó Giám đốc
Ghi chú
- 1951 – 1981, GS.TSKH Đặng Đình Huấn, Đại tá.
- 1960 – 1964, GS.TS.AHLĐ.TTND Nguyễn Thiện Thành, Đại tá.
- 1962 – 1966, GS.TS Nguyễn Thế Khánh, sau này ông là Viện trưởng Quân y viện 108 và được phong quân hàm Trung tướng (1995).
- 1962 – 1979, GS.TS Vũ Tá Cúc.
- 1964 – 1976, GS.TS Nguyễn Tăng Ấm, sau này ông là Thứ trưởng Bộ Y tế.
- Tháng 8/1966 – Tháng 8/1979, Võ Văn Dật, Đại tá.
- Tháng 12/1972 – Tháng 7/1987, PGS Bùi Thế Sinh, Đại tá.
- Tháng 6/1978 – Tháng 5/1981, Lê Công, Đại tá.
- 1978 – 1983, GS.TSKH Bùi Đại, kiêm Giám đốc Bệnh viện Quân y 103, Thiếu tướng (1985), sau này ông là Giám đốc Bệnh viện Trung ương Quân đội 108.
- Tháng 5/1982 – Tháng 7/1988, Hoàng Tường, Đại tá.
- Tháng 7/1982 – Tháng 1/1992, Hà Hữu Thừa, Đại tá.
- 1982 – 1995, GS.TSKH Nguyễn Hưng Phúc, Thiếu tướng (1990)
- Tháng 12/1983 – 1997, GS.TSKH Nguyễn Xuân Phách, Đại tá.
- Tháng 2/1995 – Tháng 9/2005: GS.TS Nguyễn Văn Nguyên, Đại tá
- Tháng 11/1995 – Tháng 4/2001, Nguyễn Văn Toàn, Đại tá.
- 2000 – Tháng 12/2007, GS.TS Vũ Đức Mối, Thiếu tướng (2006).[10]
- 2001 – Tháng 12/2007, GS.TS Lê Bách Quang, Thiếu tướng (2006).[10]
- Tháng 8/2002 – 2011, Hoàng Văn Hoặc (sinh 1951), Thiếu tướng (2007)
- 2005 – Tháng 12/2007, GS.TS Đặng Ngọc Hùng, Thiếu tướng (2006) kiêm Giám đốc Bệnh viện Quân y 103.[10]
- Tháng 12/2007 – Tháng 2/2017, GS.TS Đồng Khắc Hưng, Thiếu tướng (2011)
- Tháng 11/2008 – Tháng 8/2013, PGS.TS Vũ Huy Nùng, Thiếu tướng (2010), ông là chồng của Trung tướng Lê Thu Hà
- Tháng 10/2011 – Tháng 2/2017, Phạm Văn Mạnh, Thiếu tướng (2013), nguyên Phó Tư lệnh - Tham mưu trưởng Quân đoàn 2
- 2013 – Tháng 5/2022, GS.TS Hoàng Văn Lương (sinh 1964), Thiếu tướng (2013)
- 2013 – Tháng 10/2014, GS.TS Đỗ Quyết, Thiếu tướng (2014), sau ông là Giám đốc Học viện Quân y.
- Tháng 2/2017 – Tháng 5/2022, GS.TS Nguyễn Trường Giang, Thiếu tướng
- Tháng 3/2017 – Tháng 3/2024, Trần Minh Phong, Thiếu tướng (2017), nguyên Phó Tham mưu trưởng Quân khu 2
- Tháng 5/2022 – Tháng 10/2024, GS.TS Trần Viết Tiến, ông kiêm nhiệm Giám đốc Bệnh viện Quân y 103 (đến đầu năm 2024).[13][14] Sau này ông là Giám đốc Học viện Quân y.
- Tháng 5/2022 – nay, PGS.TS Trần Ngọc Tuấn, Thiếu tướng, nguyên Phó Giám đốc Bệnh viện Bỏng Quốc gia Lê Hữu Trác
- Tháng 3/2024 – nay, Phạm Đức Tiếp, Thiếu tướng (2024), nguyên Phó Tham mưu trưởng Quân khu 3. Hiện ông là Phó Giám đốc Quân sự kế nhiệm vai trò của ông Trần Minh Phong.[6]
- Tháng 10/2024 – nay, PGS.TS.TTND Lê Quang Trí, Đại tá, nguyên Giám đốc Bệnh viện Quân y 7A.
- [15] Tháng 11/2024-nay,PGS.TS Vũ Nhất Định,Đại tá,nguyên Phó giám đốc bệnh viện quân y 103

### Phó Chính ủy
- Tháng 6/2009 – Tháng 5/2015, TS.TTND Vũ Hữu Dũng, Thiếu tướng (2011)
- Tháng 6/2015 – Tháng 3/2019, PGS.TS Nguyễn Viết Lượng, Thiếu tướng (2017), sau là Chính uỷ Học viện.
- Tháng 12/2017 – Tháng 4/2020, Phạm Văn Thọ, Thiếu tướng
- Tháng 4/2020 – Tháng 5/2022, PGS.TS Nghiêm Đức Thuận, Thiếu tướng, sau là Chính uỷ Học viện.
- Tháng 5/2022 – nay, PGS.TS Nguyễn Văn Nam, Thiếu tướng